# 津田正
津田 正（つだ ただし、1933年3月16日 - 2013年6月3日）は自治官僚。

## 概要
東京大学法学部第1類（私法コース）卒業後に1955年に自治庁に入る。
自治省で地方債課長、企画課長、財政課長、財政担当審議官、大臣官房長、税務局長、財政局長を歴任。財政畑だが、地方自治体出向時には企画開発に携わり、千葉県で京葉臨海工業地帯の造成、香川県では瀬戸大橋プランニングに関与した。自治省財政局長時代には竹下内閣のふるさと創生事業に関わった。
1989年6月に自治事務次官に就任。1990年7月に退官した。
1990年8月から自治体国際化協会理事長を務める。1991年1月から長野オリンピック組織委員会事務総長に就任したが、1992年9月にクモ膜下出血で体調を崩したため、1993年3月に辞任している。
2013年6月3日、肺炎のため死去。80歳没。